# Centropogon monagensis
Centropogon monagensis är en klockväxtart som beskrevs av Mcvaugh. Centropogon monagensis ingår i släktet Centropogon och familjen klockväxter. Inga underarter finns listade i Catalogue of Life.